# Pelargonium patulum
Pelargonium patulum är en näveväxtart som beskrevs av Nikolaus Joseph von Jacquin. Pelargonium patulum ingår i släktet pelargoner, och familjen näveväxter. Utöver nominatformen finns också underarten P. p. grandiflorum.